# Moskosel
Moskosel est une localité suédoise située dans la commune d'Arvidsjaur dans le comté de Norrbotten.
Elle est située sur la voie ferrée de l'Inlandsbanan et sur la route E45, à environ 45 km au nord d'Arvidsjaur. En 2015, Moskosel a perdu son statut de centre urbain, sa population étant, avec 181 habitants, passée sous le seuil des 200 habitants.

## Étymologie
En same d'Ume, l'endroit est appelé Måskuosuvvane, de måskuos (= enfermé) et suvvane (= eaux basses d'une rivière). Chez les anciens Samis, måskuos avait également le sens de « tourner ». Ici, cela pourrait signifier que l'entrée et la sortie sont proches l'une de l'autre. Une variante suédoise serait alors Vändsel.

## La gare de Moskosel

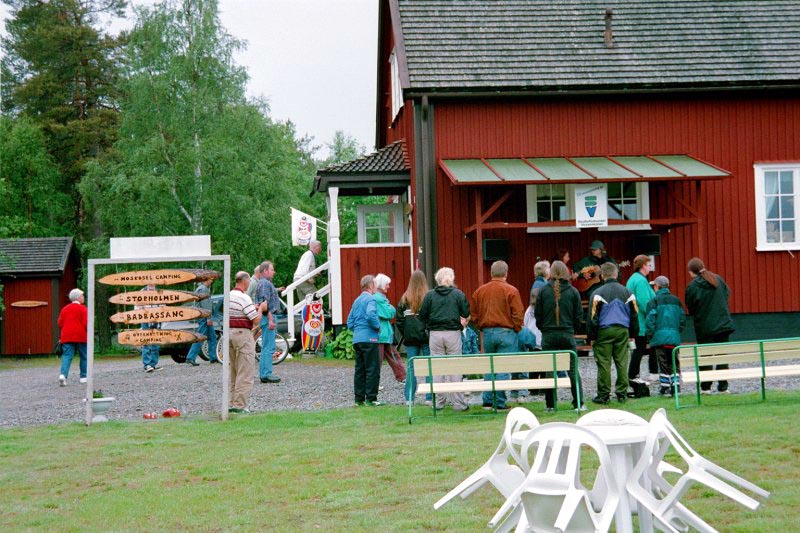
Pause détente à Moskosel pour les voyageurs de l'Inlandsbanan, été 2000.

Moskosel est située à proximité de la voie ferrée de l'Inlandsbanan, et une gare d'arrêt, de chargement et de rencontre a été construite en 1935. Les constructions incluent la gare proprement dite, avec un hangar à marchandises attenant et une dépendance, la maison du chef de gare et du gardien avec une dépendance, le magasin du chef de gare et une station d'eau indépendante, dont l'eau provenait d'un réservoir situé dans le lac Linko. L'eau était transportée par un tambour en bois de 30 mètres de long jusqu'à un puits collecteur et une cave de pompage. De là, elle était pompée via un tuyau de 165 mètres de long jusqu'au réservoir surélevé situé à l'extrémité nord de la gare de triage, puis jusqu'à la fontaine et aux maisons du quartier.
L'emplacement de la gare a fait l'objet d'un débat, avec quatre options. Finalement, le choix a été fait de la construire au point le plus à l'ouest.

## Économie
L'entreprise privée la plus connue de la ville est Tentipi AB (anciennement Moskoselkåtan AB). Une chute d'eau, la Trollforsarna (sv), se trouve à une quinzaine de kilomètres au nord de Moskosel.